# Ricardo Pepi
Ricardo Daniel Pepi (El Paso, Texas, 9 de enero de 2003) es un futbolista estadounidense que juega como delantero en el PSV Eindhoven de la Eredivisie.

## Trayectoria

### North Texas S. C.
En el primer juego en la historia de North Texas S. C., Pepi anotó un hat-trick para llevar al equipo a una victoria por 3-2 sobre los Chattanooga Red Wolves. Desde el hat-trick de Pepi contra Chattanooga, continuó con su racha goleadora. Fue uno de los máximos goleadores de la liga, anotando 7 goles en 6 apariciones.

### F. C. Dallas
El 11 de junio de 2019 fue llamado al F. C. Dallas en un acuerdo de préstamo a corto plazo por delante de Dallas US Open Cup partido contra el OKC Energy F. C. de la USL Championship. Debutó con el Dallas jugando los 90 minutos contra el Energy, pero sin anotar. El 21 de junio de 2019, Pepi firmó un contrato local con el F. C. Dallas, convirtiéndose en el vigésimo sexto fichaje local del club. Anotó su primer gol en la MLS el 7 de marzo de 2020 contra el Montreal Impact.
El 24 de julio de 2021 se convirtió en el jugador más joven en la historia de la MLS en anotar un hat-trick. El 27 de julio de 2021, Pepi firmó una extensión de contrato de cinco años con el F. C. Dallas.

### F. C. Augsburgo
El 3 de enero de 2022 se confirmó su salto al fútbol europeo tras fichar por el F. C. Augsburgo alemán. Firmó por cuatro años con opción a un quinto. A los ocho meses de su llegada fue cedido al F. C. Groningen.

## Selección nacional
Pepi fue convocado a campamentos juveniles tanto para la sub-17 de los Estados Unidos como para la de México. Rechazó jugar para el combinado mexicano, eligiendo la selección nacional de Estados Unidos. En octubre de 2019, fue seleccionado para la Copa Mundial de Fútbol Sub-17 de 2019 celebrada en Brasil.
El 26 de agosto recibió su primera convocatoria con la selección de fútbol de Estados Unidos para los primeros partidos de clasificación a la Copa Mundial de Fútbol de 2022. El 8 de septiembre debutó y marcó ante Honduras, siendo el segundo futbolista más joven en jugar con la selección estadounidense.
El 9 de noviembre de 2022, los titulares de medios deportivos destacaron el sorpresivo anuncio de su no convocatoria a la Copa del Mundo en Catar 2022, remarcando su decisión de jugar para Estados Unidos y no por México.

## Estadísticas

### Clubes
Actualizado al último partido disputado el 17 de diciembre de 2024.
| Club                             | Div.          | Temporada     | Liga  | Liga  | Liga   | Copas nacionales | Copas nacionales | Copas nacionales | Copas internacionales | Copas internacionales | Copas internacionales | Total | Total | Total  |
| Club                             | Div.          | Temporada     | Part. | Goles | Asist. | Part.            | Goles            | Asist.           | Part.                 | Goles                 | Asist.                | Part. | Goles | Asist. |
| -------------------------------- | ------------- | ------------- | ----- | ----- | ------ | ---------------- | ---------------- | ---------------- | --------------------- | --------------------- | --------------------- | ----- | ----- | ------ |
| North Texas S. C. Estados Unidos | 3.ª           | 2019          | 13    | 11    | 1      | ―                | ―                | ―                | ―                     | ―                     | ―                     | 13    | 11    | 1      |
| North Texas S. C. Estados Unidos | 3.ª           | 2020          | 1     | 0     | 0      | ―                | ―                | ―                | ―                     | ―                     | ―                     | 1     | 0     | 0      |
| North Texas S. C. Estados Unidos | Total club    | Total club    | 14    | 11    | 1      | 0                | 0                | 0                | 0                     | 0                     | 0                     | 14    | 11    | 1      |
| F. C. Dallas Estados Unidos      | 1.ª           | 2019          | 7     | 0     | 0      | 2                | 0                | 1                | ―                     | ―                     | ―                     | 9     | 0     | 1      |
| F. C. Dallas Estados Unidos      | 1.ª           | 2020          | 19    | 3     | 1      | 0                | 0                | 0                | ―                     | ―                     | ―                     | 19    | 3     | 1      |
| F. C. Dallas Estados Unidos      | 1.ª           | 2021          | 31    | 13    | 2      | 0                | 0                | 0                | ―                     | ―                     | ―                     | 31    | 13    | 2      |
| F. C. Dallas Estados Unidos      | Total club    | Total club    | 57    | 16    | 3      | 2                | 0                | 1                | 0                     | 0                     | 0                     | 59    | 16    | 4      |
| F. C. Augsburgo · Alemania       | 1.ª           | 2021-22       | 11    | 0     | 0      | ―                | ―                | ―                | ―                     | ―                     | ―                     | 11    | 0     | 0      |
| F. C. Augsburgo · Alemania       | 1.ª           | 2022-23       | 4     | 0     | 0      | 1                | 0                | 0                | ―                     | ―                     | ―                     | 5     | 0     | 0      |
| F. C. Augsburgo · Alemania       | Total club    | Total club    | 15    | 0     | 0      | 1                | 0                | 0                | 0                     | 0                     | 0                     | 16    | 0     | 0      |
| F. C. Groningen · Países Bajos   | 1.ª           | 2022-23       | 29    | 12    | 3      | 2                | 1                | 0                | —                     | —                     | —                     | 31    | 13    | 3      |
| F. C. Groningen · Países Bajos   | Total club    | Total club    | 29    | 12    | 3      | 2                | 1                | 0                | 0                     | 0                     | 0                     | 31    | 13    | 3      |
| Jong PSV · Países Bajos          | 1.ª           | 2023-24       | 1     | 0     | 0      | —                | —                | —                | —                     | —                     | —                     | 1     | 0     | 0      |
| Jong PSV · Países Bajos          | 1.ª           | 2024-25       | 1     | 1     | 0      | —                | —                | —                | —                     | —                     | —                     | 1     | 1     | 0      |
| Jong PSV · Países Bajos          | Total club    | Total club    | 2     | 1     | 0      | 0                | 0                | 0                | 0                     | 0                     | 0                     | 2     | 1     | 0      |
| PSV Eindhoven · Países Bajos     | 1.ª           | 2023-24       | 27    | 7     | 2      | 3                | 0                | 0                | 10                    | 2                     | 1                     | 40    | 9     | 3      |
| PSV Eindhoven · Países Bajos     | 1.ª           | 2024-25       | 15    | 10    | 1      | 2                | 2                | 0                | 5                     | 1                     | 0                     | 21    | 13    | 1      |
| PSV Eindhoven · Países Bajos     | Total club    | Total club    | 42    | 17    | 3      | 5                | 2                | 0                | 15                    | 3                     | 1                     | 63    | 22    | 4      |
| Total carrera                    | Total carrera | Total carrera | 159   | 57    | 10     | 10               | 3                | 1                | 15                    | 3                     | 1                     | 184   | 63    | 12     |

## Palmarés

### Títulos nacionales
| Título                        | Club          | País         | Año  |
| ----------------------------- | ------------- | ------------ | ---- |
| Supercopa de los Países Bajos | PSV Eindhoven | Países Bajos | 2023 |
| Eredivisie                    | PSV Eindhoven | Países Bajos | 2024 |
| Eredivisie                    | PSV Eindhoven | Países Bajos | 2025 |
| Supercopa de los Países Bajos | PSV Eindhoven | Países Bajos | 2025 |

### Títulos internacionales
| Título                          | Equipo         | Sede           | Año  |
| ------------------------------- | -------------- | -------------- | ---- |
| Liga de Naciones de la Concacaf | Estados Unidos | Estados Unidos | 2023 |
| Liga de Naciones de la Concacaf | Estados Unidos | Estados Unidos | 2024 |